# Дроздовка (губа)
Дроздовка (Дроздовская) — губа в Мурманской области, Баренцево море.

## Географическое положение
Губа Дроздовка находится в Ловозерском районе Мурманской области. Вход в губу Дроздовка находится между основной материковой частью и островом Нокуев.

## Описание
Губа Дроздовка фьордового открытого типа, направлена с юга на север. Расположена в южной части Западного Новокуевского залива Баренцева моря. На левом берегу губы, недалеко от устья реки Кумжа, расположено село Дроздовка, упраздненное в 1980-х годах. В губу впадает река Дроздовка (протяжённость 27 км).

## Климатические данные
Средняя температура в летний период составляет 3-17 С, в зимний −3-18 С, количество осадков 26-65 мм, максимально с июля по октябрь.

## Примечание
1. 1 2 3 4 5  Лист карты R-37-125,126 Дроздовка. Масштаб: 1 : 100 000. Состояние местности на 1987 год. Издание 1990 г.
2. 1 2 3 4  Дроздовка // Кольская энциклопедия (недоступная ссылка — история). ke-culture.gov-murman.ru. Дата обращения: 30 января 2023.
3. ↑  Закон Мурманской области об упразднении населённого пункта Мурманской области и о внесении изменений в отдельные законодательные акты Мурманской области. Принят Мурманской областной Думой 18 июня 2013 года. pravo.gov.ru. Дата обращения: 30 января 2023.
4. ↑  Лозовик П. А. Геохимическая классификация поверхностных вод гумидной зоны на основе их кислотно-основного равновесия // Водные ресурсы. — 2013. — Т. 40, вып. 6. — С. 583–592. — ISSN 0321-0596. — doi:10.7868/s0321059613060072.
5. ↑  Дроздовка : [рус.] / verum.icu // Государственный водный реестр / Минприроды России. Дата публикации: 2021 —    .
6. ↑  Губа Дроздовка: климат, информация о климатических условия в Губе Дроздовка (Россия, Мурманская обл.) от Метео-ТВ. meteo-tv.ru. Дата обращения: 24 января 2023. Архивировано 24 января 2023 года.